# Siler collingwoodi
Siler collingwoodi là một loài nhện trong họ Salticidae.
Loài này thuộc chi Siler. Siler collingwoodi được Octavius Pickard-Cambridge miêu tả năm 1871.